# Mia Wasikowska
Mia Wasikowska (vyslov /ˌvaʃiˈkɔvska/ anebo /ˌvaʃiˈkofska/; * 14. října 1989, Canberra, Austrálie) je australská herečka a tanečnice.
Její matka Marzena (po níž má příjmení) je fotografka polského původu; její otec je australský malíř John Reid. Od útlého dětství se věnovala studiu tance, herectví se začala věnovat až v době svého dospívání.
Známou se stala po svém účinkování v seriálu HBO V odborné péči, po kterém se odhodlala pracovat v USA. Po několika vedlejších rolích si zahrála hlavní roli Alenky ve filmu Tima Burtona Alenka v říši divů (2010); dále hrála ve filmu Guse Van Santa Restless (2011) a v adaptaci Jany Eyrové (2011) od Caryho Joji Fukunagy.
Je držitelkou ceny Australského filmového institutu pro nejlepší herečku za Alenku v říši divů a ceny Sdružení filmových novinářek za film Albert Nobbs.
Zabývá se také fotografováním, její snímky byly oceněny v soutěži, kterou roku 2011 pořádala canberrská National Portrait Gallery.

## Filmografie
| Rok  | Název                                      | Role               | Poznámky                                              |
| ---- | ------------------------------------------ | ------------------ | ----------------------------------------------------- |
| 2004 | All Saints                                 | Lily Watsonová     | díly: „Sins of the Mothers“ a „Out on a Limb“         |
| 2006 | Lens Love Story                            | děvče              | krátkometrážní film                                   |
| 2006 | Poprask na předměstí                       | Lilya              | nominována na Young Actor's Award                     |
| 2007 | Skin                                       | Emma               | krátkometrážní film                                   |
| 2007 | Cosette                                    | Cosette            | krátkometrážní film                                   |
| 2007 | September                                  | Amelia Hamiltonová |                                                       |
| 2007 | Krokodýl: Návrat do krvavé laguny          | Sherry             |                                                       |
| 2008 | Miluju Saru Jane                           | Sarah Janeová      | krátkometrážní film                                   |
| 2008 | Summer Breaks                              | Kara               | krátkometrážní film                                   |
| 2008 | V odborné péči                             | Sophie             | hlavní role, 9 dílů                                   |
| 2008 | Odpor                                      | Chaya              |                                                       |
| 2009 | Amelia                                     | Elinor Smithová    |                                                       |
| 2009 | Večerní slunce                             | Pamela Choatová    | nominována na Independent Spirit Award, vedlejší role |
| 2010 | Alenka v říši divů                         | Alenka             |                                                       |
| 2010 | Děcka jsou v pohodě                        | Joni               | premiéra na Sundance Film Festivalu                   |
| 2011 | Neklid                                     | Annabel Cotton     |                                                       |
| 2011 | Jana Eyrová                                | Jana Eyrová        |                                                       |
| 2011 | Albert Nobbs                               | Helen Dawesová     |                                                       |
| 2012 | Země bez zákona                            | Bertha             |                                                       |
| 2013 | Přežijí jen milenci                        | Ava                |                                                       |
| 2013 | Dvojník                                    | Hannah             |                                                       |
| 2014 | Mapy ke hvězdám                            | Agatha Weissová    |                                                       |
| 2014 | Oscar Wilde's The Nightingale and the Rose | Slavík (hlas)      | krátkometrážní film                                   |
| 2015 | Paní Bovaryová                             | Emma Bovary        |                                                       |
| 2015 | Purpurový vrch                             | Edith Cushing      |                                                       |
| 2015 | After Birth                                |                    | krátkometrážní film, režisérka                        |
| 2016 | Alenka v říši divů: Za zrcadlem            | Alenka             |                                                       |
| 2017 | Smrtihlav                                  | Anna Nováková      |                                                       |
| 2018 | Dáma                                       | Penelope           |                                                       |
| 2018 | Piercing                                   | Jackie             |                                                       |
| 2019 | Judy and Punch                             | Judy               |                                                       |
| 2019 | Bergman Island                             | Amy                |                                                       |
| 2019 | Černý víkend                               | Anna               |                                                       |
| 2020 | Ďábel                                      | Helen Hatton       |                                                       |